# Cristo Martín
Cristo Martín Hernández (Santa Cruz de Tenerife, 18 giugno 1987) è un calciatore spagnolo, attaccante del Pulpileño.

## Carriera
Ha giocato nella seconda divisione spagnola.